# 王士超
王士超（1921年—1992年），男，山东临沭人，中华人民共和国政治人物，曾任云南省人民政府副省长，云南省人大常委会副主任。